# Liste der deutschen Botschafter in der Türkei
Diese Liste der deutschen Botschafter in der Türkei enthält die Gesandten und Botschafter des Deutschen Reichs und der Bundesrepublik Deutschland im Osmanischen Reich (bis 1918) bzw. in der Türkei (ab 1924). Sitz der Gesandtschaft bzw. Botschaft war ursprünglich Istanbul, seit 1928 befindet sie sich in Ankara.

## Geschichte
Die nachfolgenden Tabellen führen nur Diplomaten ab der deutschen Reichsgründung (1871) auf, wobei einzelne deutsche Länder schon bedeutend länger diplomatische Vertreter an den Bosporus bzw. nach Kleinasien entsandten. Seit dem frühen 16. Jahrhundert unterhielten die römisch-deutschen Kaiser eine ständige kaiserliche Gesandtschaft an der Hohen Pforte; andere deutsche Staaten unterhielten meist Agenturen oder Konsulate, die nach und nach zu akkreditierten Gesandtschaften erklärt wurden, wie z. B. Sachsen (ab 1712), Preußen (ab 1756) oder die freien Hansestädte (ab 1841).
Aufgrund der Weltkriege bestanden zwischen 1918 und 1924 sowie zwischen 1944 und 1952 keine diplomatischen Beziehungen. Der offizielle Rang und Titel des ranghöchsten Vertreter Deutschlands lautete von 1871 bis 1895 und erneut von 1924 bis 1933: „außerordentlicher Gesandter und bevollmächtigter Minister“. Von 1895 bis 1918, 1933 bis 1944 sowie seit 1952 lautete er „außerordentlicher Botschafter und bevollmächtigter Minister“.

## Botschafter des Deutschen Reichs im Osmanischen Reich
| Name                                                                       | Bild | Amtszeit  |
| -------------------------------------------------------------------------- | ---- | --------- |
| Heinrich von Keyserlingk-Rautenburg                                        |      | 1869–1872 |
| Robert von Keudell                                                         |      | 1872–1873 |
| Karl von Werther                                                           |      | 1874–1877 |
| Heinrich VII. Prinz Reuß                                                   |      | 1877–1878 |
| Paul von Hatzfeldt                                                         |      | 1878–1882 |
| Joseph Maria von Radowitz                                                  |      | 1882–1892 |
| Fürst Hugo Julius Eduard von Radolin                                       |      | 1892–1894 |
| Anton Freiherr Saurma von der Jeltsch                                      |      | 1895–1897 |
| Adolf Freiherr Marschall von Bieberstein                                   |      | 1897–1912 |
| Freiherr Hans von Wangenheim                                               |      | 1912–1915 |
| Paul Wolff Graf Metternich                                                 |      | 1915–1916 |
| Richard von Kühlmann                                                       |      | 1916–1917 |
| Johann Heinrich Graf von Bernstorff                                        |      | 1917–1918 |
| Keine diplomatischen Beziehungen bis 1924, Schutzmachtvertretung: Schweden |      |           |

## Botschafter des Deutschen Reichs in der Türkei
| Name                   | Bild | Amtszeit  | Anmerkungen          |
| ---------------------- | ---- | --------- | -------------------- |
| Rudolf Nadolny         |      | 1924–1933 | bis 1928 in Istanbul |
| Frederic von Rosenberg |      | 1933–1935 |                      |
| Friedrich von Keller   |      | 1935–1938 |                      |
| Franz von Papen        |      | 1939–1944 |                      |

## Botschafter der Bundesrepublik Deutschland in der Türkei

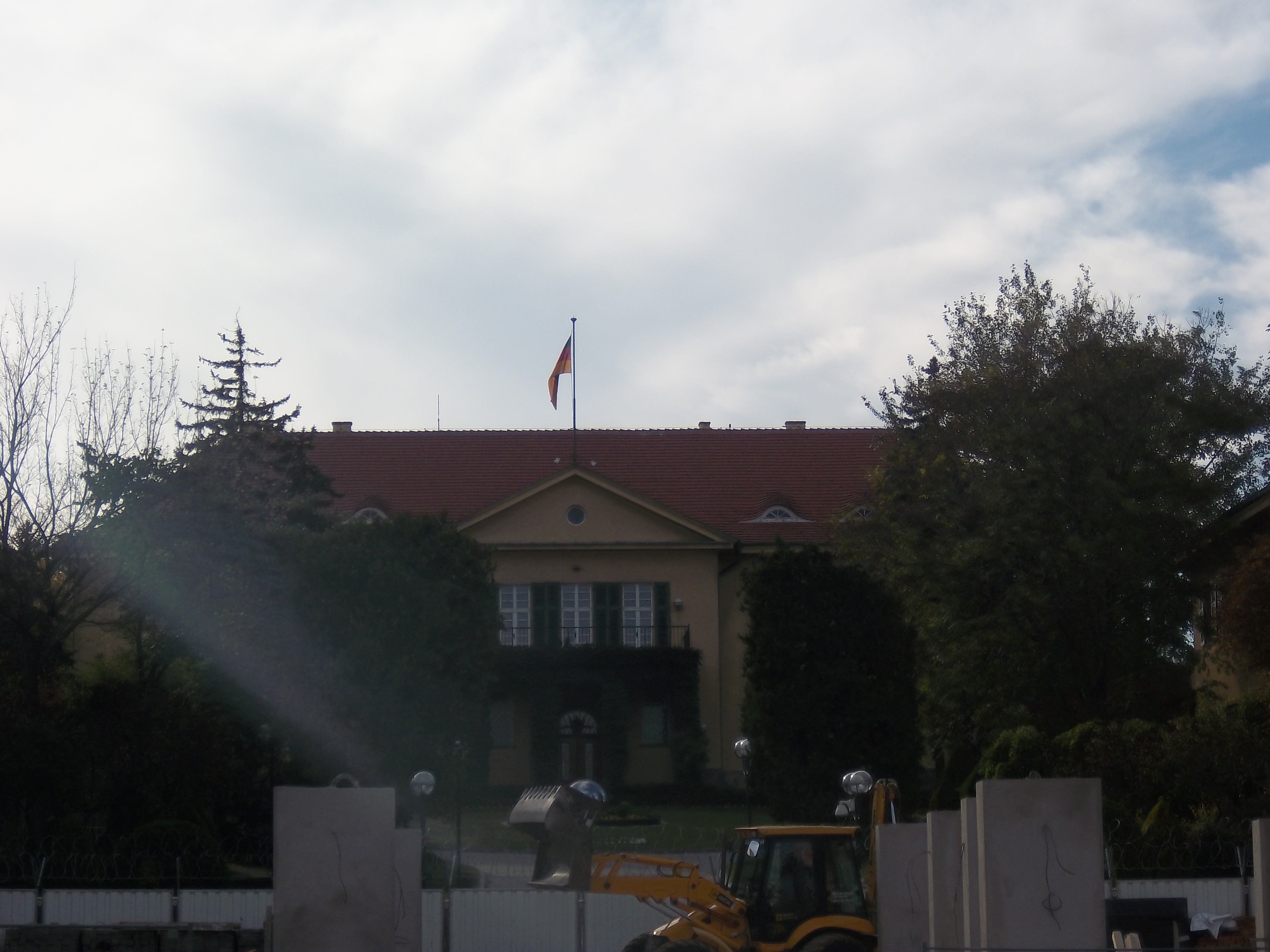
Deutsche Botschaft in Ankara (2015)

| Name                                                                      | Bild | Amtszeit  |
| ------------------------------------------------------------------------- | ---- | --------- |
| Keine diplomatischen Beziehungen bis 1952, Schutzmachtvertretung: Schweiz |      |           |
| Wilhelm Haas                                                              |      | 1952–1956 |
| Fritz Oellers                                                             |      | 1956–1959 |
| Georg von Broich-Oppert                                                   |      | 1959–1962 |
| Gebhardt von Walther                                                      |      | 1962–1966 |
| Horst Groepper                                                            |      | 1966–1968 |
| Rudolf Thierfelder                                                        |      | 1968–1970 |
| Gustav Adolf Sonnenhol                                                    |      | 1971–1977 |
| Ulrich Sahm                                                               |      | 1977–1979 |
| Dirk Oncken                                                               |      | 1979–1984 |
| Georg Negwer                                                              |      | 1984–1988 |
| Ekkehard Eickhoff                                                         |      | 1988–1992 |
| Jürgen Oesterhelt                                                         |      | 1992–1995 |
| Hans-Joachim Vergau                                                       |      | 1995–2000 |
| Rudolf Schmidt                                                            |      | 2000–2003 |
| Wolf-Ruthart Born                                                         |      | 2003–2006 |
| Eckart Cuntz                                                              |      | 2006–2011 |
| Eberhard Pohl                                                             |      | 2011–2015 |
| Martin Erdmann                                                            |      | 2015–2020 |
| Jürgen Schulz                                                             |      | 2020–2024 |
| Sibylle Katharina Sorg                                                    |      | seit 2024 |